# Terry O'Quinn
Terrance «Terry» O'Quinn (Sault Ste. Marie, Míchigan, 15 de julio de 1952) es un actor estadounidense con ascendencia irlandesa, conocido por su papel como John Locke en la serie de televisión Lost, así como sus apariciones en otras series como JAG, Alias, Millennium o The X-Files.
Estuvo casado con Lori O'Quinn, con la que tuvo dos hijos: Oliver y Hunter.

## Trayectoria

### Inicios
Asistió a la Universidad Central de Míchigan, en Mount Pleasant, Míchigan, y a la Universidad de Iowa. Cambió su apellido de Quinn a O'Quinn, ya que otro actor ya usaba el nombre de Terrance Quinn.
Terry comenzó a actuar en la década de 1970 durante su estancia en la Central Michigan University, donde no solo interpretó, sino también escribió y dirigió el musical Orchestrina.

### Años 80
O'Quinn empezó a participar en películas y series de televisión con pequeños papeles. También participó en varias obras de teatro y películas, destacando su papel de asesino en serie en las películas The Stepfather (1987) y Stepfather II (1989). Por su interpretación en la primera película recibió nominaciones a los Saturn y los Premios Independent Spirit.
También participó en un capítulo de la serie La Dimensión Desconocida, de 1985, titulado Chamaleon, dirigido por Wes Craven, apareciendo en los créditos como Terrance O´Quinn.

### Años 90 y 2000: deThe X-FilesaLost
Él y Chris Carter, de Ten Thirteen Productions, al ser buenos amigos, trabajaron juntos en varias series: como estrella invitada en dos episodios de The X-Files (1995-2002) (uno de los papeles era El hombre de la sombra), un papel en The X-Files: Fight the Future, y papeles recurrentes en Millenium (1996-1999).
Tuvo roles en dos series televisivas de J. J. Abrams: Alias (2003-2004) y Lost. Es uno de los pocos personajes de esta última que no hizo la audición, porque J. J. Abrams comenzó a imaginarlo en el personaje de Locke incluso antes de que le ofrecieran el papel. Además tuvo papeles recurrentes en The West Wing (2003-2004) como el General Nicholas Alexander, en Law & Order: Criminal Intent, en el papel de Gordon Buchanan, y también en el episodio: El Pegaso, de Star Trek: la nueva generación.
En 2004 J. J. Abrams lo llamó para convocarlo a la audición de una nueva serie, Lost (2004-2010). Esta serie se convirtió mundialmente famosa y en ella interpretaba el personaje de John Locke. Por este papel recibió una nominación por los Premios Emmy en 2005, 2007 y 2010 en la categoría de mejor actor de reparto - Serie dramática por su interpretación. Ganó el premio de esta categoría en 2007 por su trabajo en la tercera temporada, venciendo, entre otros nominados, a su compañero de reparto Michael Emerson.
Participó en el rodaje de la serie Falling Skies en la cual actúa como Arthur Manchester en los últimos episodios y siguió en la tercera temporada hasta que fue asesinado.
Actuó como el teniente Joe White en la serie Hawaii 5-0 creada por Leonard Freeman.

## Premios y nominaciones
| Año  | Premio                                  | Categoría                                | Trabajo      | Resultado  |
| ---- | --------------------------------------- | ---------------------------------------- | ------------ | ---------- |
| 1987 | Premios Saturn                          | Mejor actor                              | El padrastro | Nominado   |
| 1987 | Premios Independent Spirit              | Mejor actor                              | El padrastro | Nominado   |
| 1987 | National Society of Film Critics Awards | Mejor actor                              | El padrastro | 3.er lugar |
| 2004 | Premios Saturn                          | Mejor actor de reparto en televisión     | Lost         | Ganador    |
| 2005 | Premios Primetime Emmy                  | Mejor actor de reparto - Serie dramática | Lost         | Nominado   |
| 2005 | Premios Saturn                          | Mejor actor de reparto en televisión     | Lost         | Nominado   |
| 2005 | Premios del Sindicato de Actores        | Mejor reparto de televisión - Drama      | Lost         | Ganador    |
| 2007 | Premios Primetime Emmy                  | Mejor actor de reparto - Serie dramática | Lost         | Ganador    |
| 2007 | Festival de Televisión de Montecarlo    | Mejor actor - Serie dramática            | Lost         | Nominado   |
| 2007 | Premios Saturn                          | Mejor actor de reparto en televisión     | Lost         | Nominado   |
| 2009 | Festival de Televisión de Montecarlo    | Mejor actor - Serie dramática            | Lost         | Nominado   |
| 2010 | Teen Choice Awards                      | Mejor villano en la televisión           | Lost         | Nominado   |
| 2010 | Premios Primetime Emmy                  | Mejor actor de reparto - Serie dramática | Lost         | Nominado   |
| 2010 | Festival de Televisión de Montecarlo    | Mejor actor - Serie dramática            | Lost         | Nominado   |
| 2010 | Premios Saturn                          | Mejor actor de reparto en televisión     | Lost         | Nominado   |
| 2011 | Festival de Televisión de Montecarlo    | Mejor actor - Serie dramática            | Lost         | Nominado   |
| 2022 | Pieces of Her                           | Recurring - Thriller Drama               | Lost         | Nominado   |